# Exobasidium cylindrosporum
Exobasidium cylindrosporum ist eine Brandpilzart aus der Familie der Nacktbasidienverwandten (Exobasidiaceae). Sie lebt als Endoparasit auf Rhododendren (Rhododendron spp.). Symptome des Befalls durch den Pilz sind Blattgallen auf der Oberseite junger Blätter, aus deren Unterseite später weißes Myzel bricht und das Blatt überwuchert.

## Merkmale

### Makroskopische Merkmale
Exobasidium cylindrosporum ist mit bloßem Auge zunächst nicht zu erkennen. Anfangssymptome des Befalls sind auf den Blättern zu erkennen: Die Blätter infizierter Rhododendren bilden oberseitig runde oder elliptische, konkave oder konvexe Blattgallen von 9–13 × 4–6,5 mm. Später sprießt weißes Myzel zwischen den Blattadern auf der Unterseite und beginnt das Blatt zu überwuchern.

### Mikroskopische Merkmale
Das Myzel von Exobasidium cylindrosporum wächst interzellulär und bildet Saugfäden, die in das Speichergewebe des Wirtes wachsen. Die drei- bis fünfsporigen, 17–30 × 4–6 µm großen Basidien sind lang, unseptiert und zylindrisch. Die zylindrischen Sporen sind hyalin, 15–20,5 × 4 µm groß und dünnwandig. Anfänglich sind sie unseptiert, in reifem Zustand besitzen sie 3–8 Septum. 

## Verbreitung
Exobasidum cylindrosporum wurde ursprünglich aus Japan beschrieben, später wurde die Art auch in China gefunden.

## Ökologie
Exobasidium cylindrosporus befällt Rhododendren (Rhododendron spp.). Der Pilz ernährt sich von den im Speichergewebe der Pflanzen vorhandenen Nährstoffen, seine Basidien brechen später durch die Spaltöffnungen an der Blattunterseite und setzen Sporen frei. Diese keimen in Keimschläuchen, 24 Stunden nachdem sie auf geeignetes Substrat gefallen sind.